# Делакруа, Жорж
Эдуа́рд Жорж Делакруа́ (фр. Édouard Georges Delacroix, 1858—1907) — французский ботаник и миколог-фитопатолог.

## Биография
Родился в городе Монруж 24 января 1858 года.
С 1886 года работал в лаборатории фитопатологии Национального агрономического института в Париже. С 1895 года читал курс описательной ботаники, с 1898 года — также курс фитопатологии.
В 1899 году назначен директором Фитопатологической станции в Париже.
Умер в Париже 1 ноября 1907 года (по другим данным — 2 ноября).

## Избранные публикации
- Delacroix G. Atlas de botanique descriptive. — Paris, 1899. — 38 pl.
- Delacroix G. Maladies des plantes cultivées. — Paris, 1902. — 73 p.
- Delacroix G., Maublanc A. Maladies des plantes cultivées … Maladies non parasitaires. — Paris, 1908. — 431 p.
- Delacroix G., Maublanc A. Maladies des plantes cultivées … Maladies parasitaires. — Paris, 1909. — 447 p.
- Delacroix G., Maublanc A. Maladies des plantes cultivées dans les pays chauds. — Paris, 1911. — 595 p.

## Роды и некоторые виды грибов, названные именем Ж. Делакруа
- Delacroixia Sacc. & P.Syd., 1899 — Conidiobolus Bref., 1884
- Coniothyrium delacroixii Sacc., 1892 — Phyllostictella delacroixii (Sacc.) Tassi, 1901